# 坂崎乙郎
坂崎 乙郎（さかざき おつろう、1928年1月1日 - 1985年12月21日）は、日本の西洋美術史研究家、美術評論家。早稲田大学教授。父は美術史家坂崎坦。東京都生まれ。

## 人物・来歴
『夜の画家たち』などの著作でドイツ表現派や幻想派の画家を紹介、評論活動、執筆活動をおこなう。深井克美など無名の芸術家の紹介にも力をそそいだ。1985年9月7日に自殺した盟友鴨居玲の後を追うように同年12月21日に自殺。

## 略歴
- 1954年 早稲田大学院美術史科卒業、西洋美術史専攻。
- 1955年 - 1957年 西ドイツのザールブリュッケンに留学。
- 1976年 パリ留学。
- 1979年 早稲田大学教授。

## 著書
- 『夜の画家たち 表現主義から抽象へ』雪華社 1960
- 『マチス、ルオーと表現主義』近代世界美術全集 第6巻 社会思想社・現代教養文庫 1963
- 『クレー』美術出版社・美術選書 1963
- 『ヨーロッパ美術紀行』紀伊国屋新書 1965、紀伊国屋書店 1994
- 『母と子の美術館』朝日新聞社 1967
- 『抽象の源流 その先駆者たち』三彩社 1968
- 『幻想の建築』鹿島研究所出版会・SD選書 1969、新版1984
- 『反体制の芸術 限界状況と制作のあいだで』中公新書 1969
- 『幻想芸術の世界 シュールレアリスムを中心に』講談社現代新書 1969
- 『鏡の前の幻想』学芸書林 1970
- 『空間の生命 人間と建築』鹿島研究所出版会・SD選書 1971
- 『イメージの狩人 絵画の眼と想像力』新潮選書 1972
- 『イメージの変革 絵画の眼と想像力』新潮選書 1972
- 『象徴の森 神秘と幻想の画家たち』読売選書 1973
- 『終末と幻想 絵画の想像力』平凡社選書 1974
- 『絵を読む』新潮選書 1975
- 『現代画家論』読売新聞社 1975
- 『絵とは何か』河出書房新社 1976、河出文庫 1983、新版2012
- 『ロマン派芸術の世界』講談社現代新書 1976
- 『ふたたび絵とは何か』河出書房新社 1978.9
- 「夜の画家たち 表現主義の芸術』講談社現代新書 1978.9、平凡社ライブラリー 2000。完全版
- 『ピカソを考える』講談社 1979.11
- 『女の顔』美術公論社 1979.4
- 『みたび絵とは何か』河出書房新社 1980.7
- 『プラド美術館 絵は語る』河出書房新社 1980.12
- 『視るとは何か』美術公論社 1980.5
- 『画家のまなざし』創元社 1981.6
- 『絵画への視線』白水社 1983.10
- 『エゴン・シーレ 二重の自画像』岩波書店 1984.6、平凡社ライブラリー 1998

### 共編著
- 『幻想の絵画』黒江光彦、瀬戸慶久共著 近代世界美術全集 第8巻 社会思想社 (現代教養文庫)1963
- 『シャガール 人と芸術』高階秀爾共著 社会思想社 (現代教養文庫)1963
- 『近代絵画の先駆者たち』坂本満、佐々木英也共著 近代世界美術全集 第1 社会思想社 現代教養文庫)　1964
- 『現代絵画の状況』高階秀爾、中山公男共編 近代世界美術全集 第9巻 社会思想社(現代教養文庫)1964
- 『近代彫刻』穴沢一夫、高階秀爾共著 近代世界美術全集 第10巻 社会思想社(現代教養文庫)1965
- 『近代世界美術全集 別巻』高階秀爾、中山公男共編 社会思想社(現代教養文庫)1965
- 『西洋の美術』野村太郎共編 社会思想社 (現代教養文庫)1968
- 『幻想の版画』岩崎美術社 (双書美術の泉)1976

### 翻訳
- リオン・フォイヒトヴァンガー『ゴヤ スペインの戦慄』美術出版社 1959
- クルト・リース『ベストセラー』雪華社 1961
- 『パウル・クレー』草月出版部 1963
- クレー『水彩と素描』美術出版社 1963
- マルセル・ブリヨン『幻想芸術』紀伊国屋書店 1968
- パウル・クレー『造形思考』土方定一、菊盛英夫共訳 新潮社 1973／ちくま学芸文庫（上下）2016
- O.ビハリ・メリン『現代芸術の冒険』宝木範義共訳　鹿島研究所出版会 SD選書 1974
- ウェルナー・ホフマン『グスタフ・クリムト ウィーン世紀末芸術』河出書房新社 1977.4
- エルヴィン・ミッチ『エゴン・シーレ画集』リブロポート 1983.8
- マルク・エド・トラルボー『ヴィンセント・ヴァン・ゴッホ』河出書房新社 1992.9